# Dragan Đokanović
Dragan Đokanović (in lingua serba Драган Ђокановић; Sarajevo, 20 aprile 1958) è un politico bosniaco di etnia serba.
Dottore in medicina, specializzato in Pediatria, lavora nel reparto neonatologia della Clinica Pediatrica del Centro Pediatrico Universitario di Sarajevo.

## Biografia

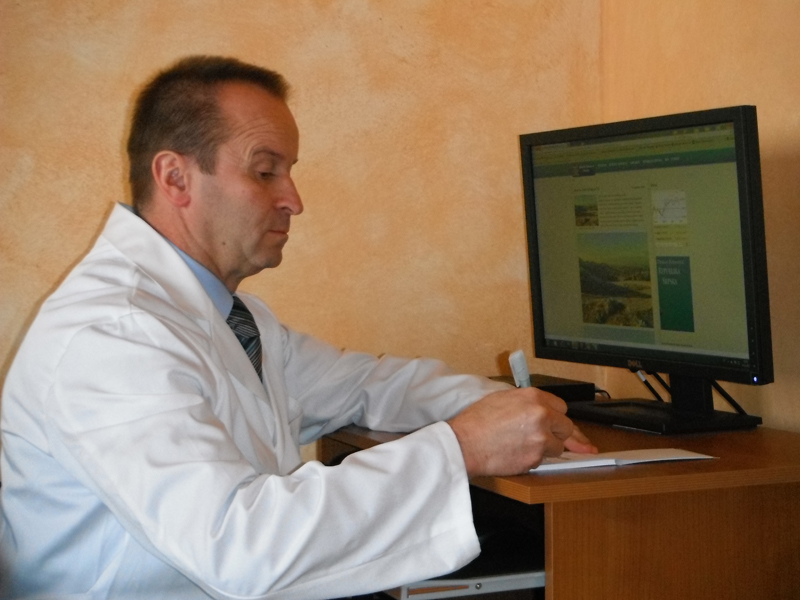
Dr Dragan Đokanović

La scuola dell'obbligo, il Liceo Classico e l'Università di Medicina frequentate a Sarajevo. Ha conseguito la specializzazione in pediatria e due master post-laurea presso la facoltà di medicina di Sarajevo, rispettivamente in medicina clinica e medicina sociale con organizzazione della protezione della salute.
Ginnasta, si è allenato a Sarajevo e in Ungheria. Vincitore plurimo ai campionati juniores e senior della Bosnia ed Erzegovina. Campione giovanile jugoslavo a "parallele" al campionato nazionale a Novo Mesto, nel 1975. Ha esordito nella nazionale Jugoslava nel 1976, a Fermo (Italia) nel doppio incontro tra la nazionale Italiana e quella Jugoslava. Nella competizione senior, nel 1981 a Trbonj nella campionato Jugoslavo, è arrivato secondo in classifica generale, mentre negli esercizi con gli attrezzi ha vinto altre quattro medaglie. Nello stesso anno, come nazionale Jugoslavo, ha partecipato al torneo internazionale "Zlatni Pjasci" a Varni - Bulgaria. Nel 1981, è stato eletto come uno dei migliori sportivi della Bosnia ed Erzegovina. A Sarajevo è stato aperto un club di ginnastica intitolato a "Dragan Đokanović".

## Attività politiche

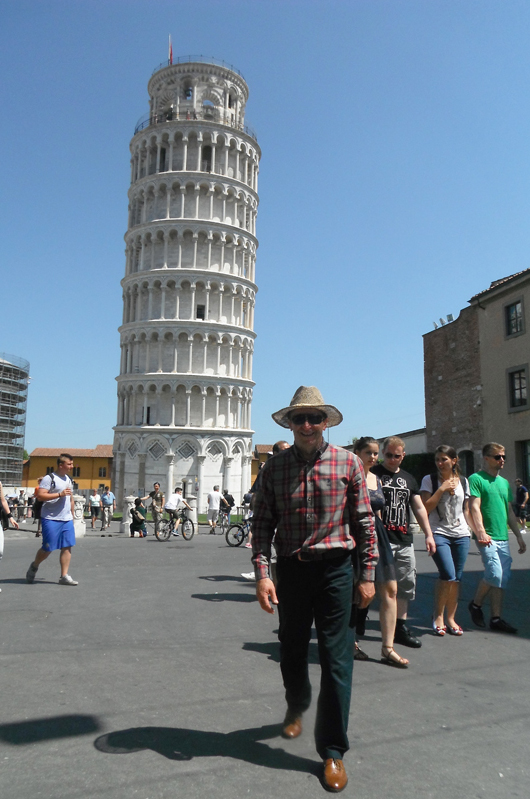
Dr Dragan Đokanović, Pisa, Italia

Ha fondato il partito Democratico Federalista nel maggio del 1990, con l'obiettivo di salvaguardare la parità tra le tre popolazioni costitutive della Bosnia ed Erzegovina e la posizione della Bosnia ed Erzegovina stessa all'interno della Jugoslavia, così come l'affermazione delle idee europeiste. Con il federalismo democratico come modello organizzativo degli Stati multinazionali e come la principale determinante della programmazione del partito si è fatto conoscere in Svizzera, vivendo per un tempo a Berna. D.S.F. ha partecipato alle prime elezioni pluripartitiche in Bosnia ed Erzegovina, così come alle elezioni nell'organizzazione OSCE nel 1996. È uno dei firmatari della dichiarazione di proclamazione della repubblica della popolazione serba in Bosnia ed Erzegovina, allora chiamata Repubblica Serba delle Bosnia ed Erzegovina. È stato il fondatore del partito Democratico federalista anche in Serbia nel 2003, con l'obiettivo dell'entrata per tutta la popolazione serba nell'Unione europea. Nel 1993, ha formato il Ministero per le domande dei combattenti, dei soldati invalidi di guerra e delle vittime civili della guerra nel governo della Repubblica Serba. Durante la guerra in Bosnia ed Erzegovina ha aperto, nella Presidenza e nello Parlamento della Repubblica Serba, le questioni sui crimini di guerra e sui genocidi.
Ha testimoniato, davanti al Tribunale dell'Aia, dal 14 al 18 marzo del 2005, e nel novembre del 2009.

## Candidature

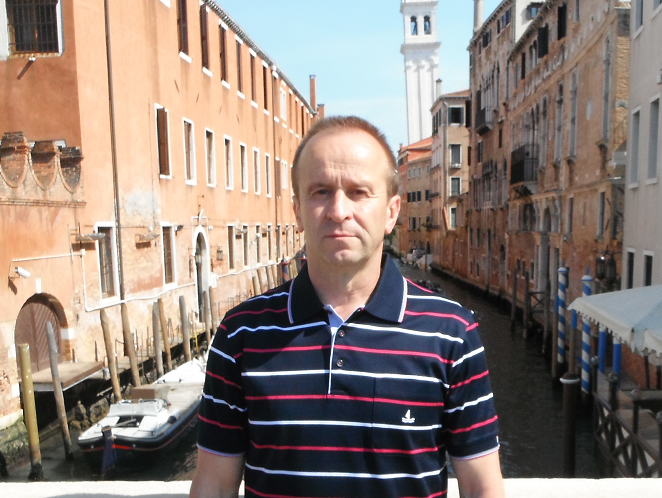
Dragan Đokanović, Venezia, Italia

Si è candidato come Presidente della Repubblica Serba nel 1996, come avversario di Radovan Karadžić. Dragan Đokanović, nel 1992, è stato primo commissario della Presidenza della Repubblica Serba della Bosnia e di Karadžić, le idee di Đokanović erano condivise anche da Karadžić nel 1991.
Si è candidato come Presidente della Repubblica Serba, alle più recenti elezioni del 2007, come avversario di Milorad Dodik.